# NEN 5720
De NVN 5720 is de Nederlandse Voor Norm voor verkennend waterbodemonderzoek. Waterbodemonderzoek is vereist als in de waterbodem gewerkt wordt en als hierbij slib vrij zal komen. In deze Nederlandse norm zijn de onderzoeksstrategieën voor de uitvoering van een waterbodemonderzoek uitgewerkt. Tevens zijn hierin de parameters in vermeld waar het chemisch onderzoek zich op dient te richten. De norm zal begin 2009 vervangen worden door de NEN 5720. Daarnaast zal er een norm komen voor het uitvoeren van een historisch waterbodemonderzoek, de NEN 5717. Naar verwachting zal deze norm samen met de NEN 5720 gepubliceerd worden.
Waterbodemonderzoeken worden in opdracht van beheerders van de watergangen uitgevoerd: het waterschap, rijkswaterstaat, de gemeente, de provincie of eigenaren.

## Doelstelling
Het onderzoek heeft tot doel vast te stellen of het slib van de waterbodem verspreidbaar is of dermate verontreinigd dat de waterbodem gesaneerd dient te worden. Schoon slib (klasse 0) kan afgevoerd worden en elders worden toegepast. Licht verontreinigd slib (klasse 1 tot klasse 2) mag in de (directe) nabijheid van de watergang worden verspreid over het land, waarbij de klasse 2 baggerspecie tot maximaal 20 meter uit de insteek van de watergang mag worden verspreid. Matig verontreinigd slib (klasse 3) moet worden afgevoerd.
Voor het uitbaggeren van sterk verontreinigde slibbodems dient een saneringsplan of een plan van aanpak te worden opgesteld. Wanneer de waterkwantiteitsbeheerder het baggeren van de klasse 4 bodem alleen vanuit onderhoud wil baggeren, kan deze op basis van artikel 63i van de Wet bodembescherming ontheffing aanvragen voor het opstellen van een saneringsplan. Het sterk verontreinigd materiaal dient na vrijkomen naar een reinigingsinstallatie of een slibdepot te worden afgevoerd.
Sinds 1 januari 2008 is een nieuw beleid in gegaan waardoor de oude, boven genoemde, regelgeving is komen te vervallen. Dit is het besluit bodemkwaliteit. Het Besluit bodemkwaliteit is een doorvertaling van de Europese Kaderrichtlijn Afvalstoffen (KRA). De KRA stelt dat grond, baggerspecie en bouwstoffen afvalstoffen zijn. Deze afvalstoffen mogen alleen worden toegepast, wanneer het een nuttige toepassing betreft. Het Besluit bodemkwaliteit geeft hieraan invulling. In het Besluit bodemkwaliteit staan o.a. nieuwe normen en regels rondom het nuttig toepassen van grond, bagger en bouwstoffen. De voormalige baggerkwaliteitsklassen (klasse 1 t/m 4) zijn nu vervangen door nieuwe klassenindelingen. Voor het toepassen van baggerspecie in oppervlaktewater zijn dit de klassen A en B. Voor het verspreiden van baggerspecie op het aangrenzend perceel de klassen "verspreidbaar" en "niet verspreidbaar".